# Kurwai

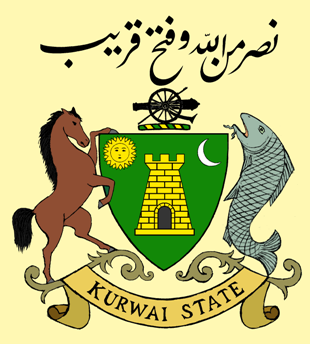

Kurwai var en vasallstat i Brittiska Indien, nu i distriktet Vidisha i indiska delstaten Madhya Pradesh. 
Furstendömet Kurwai grundades 1730 av Mohammed Dalal Khan, som gjorde sig själv till den förste nawaben. Britterna erövrade det 368 km² stora riket under tidigt 1800-tal. Den förste nawabens ättlingar styrde sitt rike till 15 juni 1948, vid vilken tidpunkt nawaben överlämnade sitt territorium till den nybildade delstaten Madhya Bharat. Denna delstat uppgick sedan 1 november 1956 i Madhya Pradesh.